# Funaria acidota
Funaria acidota là một loài Rêu trong họ Funariaceae. Loài này được (Taylor) Broth. mô tả khoa học đầu tiên năm 1903.